# شمسي (رواية)
شمسي (بالإنجليزية: Solar) هي رواية للكاتب البريطاني إيان ماك إيوان، نشرت في 18 مارس 2010 عن دار نشر جوناثان كيب، التي تملكها دار نشر راندوم هاوس.

## القصة
تدور الرواية التي تتميز بالأسلوب الساخر حول عالم فيزياء حائز على جائزة نوبل، وتصف حياته الشخصية المضطربة وطموحه الساخر، الذي يقوده إلى محاولة إيجاد حل قائم على الطاقة الشمسية لحل مشكلة التغير المناخي.